# Ellen Willis
Ellen Jane Willis, född 14 december 1941 i New York, död 9 november 2006 i Queens, var en amerikansk journalist, författare, kritiker och feministisk aktivist. Hon var professor i journalistik vid New York University. Willis postumt utgivna essäsamling tilldelades National Book Critics Circle Award.

## Biografi

### Tidiga år och yrkeskarriär
Willis föddes i en judisk familj på Manhattan och växte upp i Bronx och Queens. Hennes far var anställd vid New York City Police Department. Hon studerade på Barnard College och fortsatte universitetsstudierna på University of California, Berkeley, i ämnet litteraturvetenskap.
Från sent 1960-talet och genom 1960-talet verkade hon som The New York Times första kritiker inom popmusik. Hon skrev senare för bland annat The Village Voice, The Nation, Rolling Stone, Slate och Dissent. På den sistnämnda tidningen var hon även redaktionsmedlem. Genom karriären gav hon ut ett antal böcker – i första hand essäsamlingar.

### Skrivande och aktivism
Willis blev känd för sina feministiska åsikter. Hon var medlem av New York Radical Women, en radikalfeministisk andravågsfeministisk grupp som existerade mellan 1967 och 1969. Tidigt 1969 bildade hon tillsammans med Shulamith Firestone den radikalfeministiska gruppen Redstockings (jämför rödstrumpa). Hon var under rörelsens första år en av få kvinnor som verkade som musikkritiker, vid en tid då yrket sågs som typiskt manligt.
Från och 1979 skrev Willis ett antal essäer som var starkt kritiska mot den feministiska aktivismen emot pornografi. Hon kritiserade denna aktivism för vad hon ansåg var sexuell puritanism och moralisk auktoritarianism, liksom för dess hot emot yttrandefrihet. Dessa essäer var några av de tidigaste uttrycken av feministisk opposition mot den anti-porr-rörelse som senare kom att bli känd genom det feministiska "sexkriget". Willis blev därför senare mer sammankopplad med den sexpositiva feminismen.
Willis aktiverade sig för kvinnors rätt till abort, och i mitten av 1970-talet fungerade hon som medgrundare av No More Nice Girls, en gatuteater- och protestgrupp. Som en uttalat anti-auktoritärt demokratisk socialist, var hon starkt kritisk emot det som hon såg som socialkonservatism och auktoritarianism inom båda sidorna av det politiska spektret. Hon såg även med oro på hur identitetspolitik kunde manifestera sig i politisk korrekthet.
Ellen Willis skrev ett antal essäer omkring antisemitism, och hon var särskilt kritisk emot den politiska vänsterns form av antisemitism. Hon skrev då och då om judendom och skrev 1977 en essä om hennes brors andliga resa för Rolling Stone.
Willis menade att politisk auktoritarianism och sexuellt förtryck är tätt sammanlänkade, en idé som först formulerades av psykologen Wilhelm Reich; mycket av Willis' skrivande lyfter fram en analys av dylika fenomen med inspiration från Reich eller Freud. 2006 arbetade hon på en bok omkring betydelsen av radikala psykoanalytiska tankar, i förhållande till samtida sociala och politiska frågor.

### Rockkritik
Willis var mellan 1968 och 1975 den första popmusikkritikern på The New Yorker, och därmed en av de första amerikanska popmusikkritikerna som skrev för en rikstäckande läsekrets. Hon fick tjänsten efter att 1967 ha publicerat artikeln "Dylan" i undergroundtidningen Cheetah. Vid sidan av sin fasta kolumn "Rock, etc." i The New Yorker syntes hennes musikkritik även i Rolling Stone, The Village Voice och i olika antologier, inklusive hennes essä om The Velvet Underground från 1979. Hennes samtida Richard Goldstein karaktäriserade hennes skrivande som in i hjärtat "befriande" och sa att "Ellen, Emma Goldman och Abbie Hoffman är del av en förlorad tradition – lustens radikaler."
Hon var vän med många samtida kritiker, bland dem Robert Christgau, Georgia Christgau och Greil Marcus. Christgau, Joe Levy, Evelyn McDonnell, Joan Morgan och Ann Powers har alla lyft fram Willis' inflytande på deras karriärval och författarstilar. Vid ett tillfälle var hon och Robert Christgau älskare.
Vid sin död upprätthöll hon en tjänst som professor i journalistik vid New York University. Hon var även ledare för dess center för kultur och kritik.

## Privatliv och sista år
Willis träffade sin andre make, sociologiprofessorn Stanley Aronowitz, i slutet av 1960-talet. De inledde en romantisk relation tio år senare och delade jämbördigt på hushållssysslorna. De fick tillsammans dottern Nona Willis Aronowitz.
Ellen Willis dog 9 november 2006 i sviterna av lungcancer. Hennes privata arkiv finns sedan 2008 lagrat hos Arthur and Elizabeth Schlesinger Library on the History of Women in America, vid Radcliffe Institute på Harvard University.

## Uppmärksammande
Willis uppmärksammas i filmen She's Beautiful When She's Angry, en film om den feministiska historien.
The Essential Ellen Willis, redigerad av dottern Nona Willis Aronowitz, vann 2014 års National Book Critics Circle Award (i klassen Kritik).